# كيران كارلسون
كيران كارلسون (بالإنجليزية: Kiran Carlson)‏ (16 مايو 1998 في المملكة المتحدة - ) هو لاعب كريكت بريطاني. لعب مع نادي مقاطعة غلاموركن للكريكت ‏.

## وصلات خارجية
- كيران كارلسون على موقع إي آس بي آن كريك إنفو (الإنجليزية)